# Angelo Comastri

Znak Angela kardinála Comastriho

Angelo kardinál Comastri (* 17. září 1943, Sorano) je italský římskokatolický kněz, emeritní arcikněz baziliky sv. Petra, emeritní generální vikář státu Vatikán a kardinál.

## Život
Pochází z chudé toskánské rodiny. Lyceum a seminář studoval ve Viterbu. Ve studiu pokračoval v Římě na Papežské lateránské univerzitě, kde získal licenciát z teologie. Kněžské svěcení přijal 11. března 1967, poté byl jmenovaný vicerektorem diecézního semináře v Pitigliano. V roce 1968 začalo jeho působení v Kongregaci pro biskupy. O tři roky později se stal rektorem semináře ve své diecézi v Toskánsku.

25. července 1990 ho papež Jan Pavel II. jmenoval biskupem diecéze Maritima-Piombino, biskupské svěcení přijal 12. září téhož roku (Jeho biskupským heslem se stal biblický citát: Bůh je láska). Od roku 1996 do roku 2005 byl arcibiskupem prelátem Loreta a papežským delegátem Loretánské svatyně. Byl předsedou komise Velkého jubilea roku 2000 italské biskupské konference. V roce 2003 dával ve Vatikánu duchovní cvičení za přítomnosti Jana Pavla II. 5. února 2005 ho Jan Pavel II. jmenoval generálním vikářem státu Vatikán. V předvečer smrti Jana Pavla II. pronesl slova často citovaná světovými tiskovými agenturami:
| „ | Svatý otec vybízel na začátku pontifikátu k otevření dveří Kristu. Dnes, této noci Spasitel otvírá dveře jemu. | “ |

V roce 2006 byl autorem textů ke křížové cestě v římském Koloseu. Dne 31. října 2006 ho papež Benedikt XVI. jmenoval arciknězem baziliky sv. Petra a předsedou Svatopetrské huti. Při konsistoři 24. listopadu 2007 se stal členem kardinálského kolegia. Dne 20. února 2021 přijal papež František jeho rezignaci na funkci Generálního vikáře pro Vatikánské město z důvodu dosažení věkového limitu a jeho nástupcem se stal kardinál Mauro Gambetti.